# Dioscorea crateriflora
Dioscorea crateriflora är en enhjärtbladig växtart som beskrevs av Reinhard Gustav Paul Knuth. Dioscorea crateriflora ingår i släktet Dioscorea och familjen Dioscoreaceae. Inga underarter finns listade i Catalogue of Life.